# ريكاردو س. بينز
ريكاردو س. بينز (بالإنجليزية: Ricardo C. Binns)‏ هو عسكري أمريكي، ولد في 25 ديسمبر 1945 في ذا برونكس في الولايات المتحدة.